# Universidade da Região de Joinville
A Universidade da Região de Joinville (UNIVILLE) é uma instituição privada comunitária brasileira de ensino superior, mantida pela Fundação Educacional da Região de Joinville - FURJ, entidade de direito privado, sem fins lucrativos, com autonomia didático-científica, administrativa, financeira e disciplinar, exercida na forma da lei e dos seus estatutos. Atua nos processos de Ensino, Pesquisa e Extensão. Possui sedes de educação presencial em Joinville, São Bento do Sul e São Francisco do Sul e polos de educação a distância em Joinville, Itapoá, São Bento do Sul e São Francisco do Sul. Integra o Sistema ACAFE - Associação Catarinense das Fundações Educacionais.

## Educação continuada
- Educação infantil, ensino fundamental e médio - Colégio Univille
- Mais de 30 cursos de graduação presencial em Joinville
- 9 cursos de graduação presencial em São Bento do Sul
- 1 curso de graduação presencial em São Francisco do Sul
- Mais de 20 cursos de graduação a distância
- Mais de 30 cursos de especialização em diferentes as áreas do conhecimento
- 20 cursos de especialização a distância
- 5 programas de mestrado
- 2 programas de doutorado

## Estrutura
2 campi (Joinville e São Bento do Sul) + 2 unidades (centro/Joinville e São Francisco do Sul)
- Ambulatório Universitário (atendimento à comunidade) – Unidade Centro/ Joinville
- Auditório, anfiteatros e centro de convenções
- Biblioteca com mais de 160 mil volumes
- Centro Cirúrgico Experimental
- Centro de Artes e Design (laboratórios de teatro, gravura, escultura, pintura e tecelagem)
- Centro de atividades físicas com piscina e academia
- Centro de Especialidades Odontológicas - CEO
- Centro de Gastronomia
- Centro de Visitantes (Unidade São Francisco do Sul)
- CEPA – Centro de Estudos e Pesquisas Ambientais (São Bento do Sul e São Francisco do Sul)
- Convênio com a rede pública de Joinville (ambulatórios)
- Editora Univille
- Escritório Modelo de Direito
- Espaço Ambiental Babitonga
- Espaços de integração e convivência
- Estação Meteorológica e Solarimétrica automatizada
- Estacionamento amplo
- Farmácia-Escola
- Ginásios e quadras poliesportivas
- Jardim Botânico
- Juizado de Pequenas Causas
- Mais de 140 laboratórios (ensino, informática e pesquisa)
- Mais de 170 salas de aulas climatizadas e com equipamentos de multimídia
- Marina para barcos (Unidade São Francisco do Sul)
- Núcleo de Práticas Jurídicas
- Parque de Inovação Tecnológica
- Pista de atletismo
- Restaurante e cantinas
- Restaurante Escola
- Trilha

### Área
Campus Joinville
- 379.201,17 m2 total
- 58.639,61 m2 construídos (edificações)

Unidade Centro/Joinville
- 2.390,60 m2 total
- 1.567,82 m2 construídos (edificações)

Campus São Bento do Sul
- 22.933,42 m2 total
- 4.693,38 m2 construídos (edificações)

Unidade São Francisco do Sul
- 57.200,32 m2 total
- 2.463,66 m2 construídos (edificações)